# Drusi in Israele
I drusi israeliani (in arabo الدروز الإسرائيليون‎?; in ebraico דְּרוּזִים יִשְׂרְאֵלִים‎?) sono cittadini arabi di Israele appartenenti al gruppo religioso dei drusi. Nel 2019, vivevano in Israele e nelle alture del Golan 143000 drusi, che componevano l'1,6% della popolazione generale e il 7,6% della componente araba del paese, distribuita soprattutto nel nord Israele. Nel 1957, il governo israeliano ha designato la comunità drusa, su richiesta dei suoi rappresentanti, come un gruppo separato dai musulmani. Israele è sede della terza comunità drusa più popolosa al mondo, dopo Siria e Libano. Da uno studio del 2016 pubblicato dal Pew Research Center è emerso che la maggioranza dei drusi israeliani si identificano come arabi. Al pari dei cittadini ebrei e circassi, gli uomini drusi sono tenuti a servire nelle forze di difesa israeliane. I membri delle comunità druse distribuite nelle alture del Golan detengono la cittadinanza siriana, ma a partire dalla Guerra civile siriana, molti drusi del Golan hanno cominciato a richiedere la cittadinanza israeliana e a prender parte alla vita politica israeliana.

## Storia

### La guerra arabo-israeliana del 1948

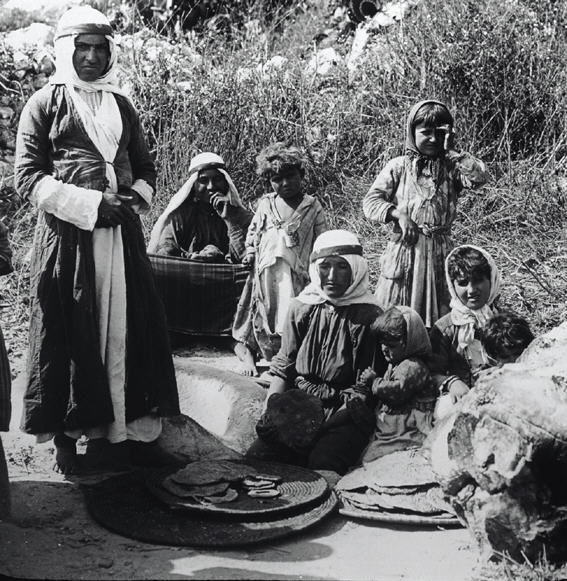
Famiglia drusa palestinese, 1920

Nel 1922, vivevano nel mandato britannico della Palestina 7617 drusi. Nel corso della guerra civile del 1947-1948 nella Palestina mandataria, la comunità drusa palestinese ricevette pressioni sia dagli organi ebraici dello Yishuv, che da quelli arabi del Supremo Comitato Arabo. Molti dignitari drusi dei Paesi adiacenti incoraggiarono la comunità a rimanere neutrale. Durante i primi giorni del conflitto, una riunione dei rappresentanti dei villaggi drusi, tenutasi a Daliyat al-Karmel, decise di non prendere parte agli scontri. La decisione fu sostenuta dai rappresentanti della comunità drusa del Gebel Druso in Siria. Molti capi locali sostennero tuttavia la fazione ebraica. Josh Palmon fu incaricato dall'Agenzia ebraica di occuparsi dei rapporti con la comunità drusa e di prevenire che questa finisse poi per appoggiare il Supremo Comitato Arabo. Furono stabiliti contatti con le comunità druse, in particolare con il villaggio di Yarka, affinché donassero il proprio appoggio alla causa sionista.

### In seguito alla nascita di Israele
In seguito all'istituzione dello Stato di Israele, vivevano nel Paese 14500 drusi, componenti l'1,2% della popolazione. Nel 1957, il governo israeliano riconobbe i drusi come gruppo separato dai musulmani.

## Società

### Demografia
Nel 2018, circa 143000 drusi risiedevano in Israele e nelle alture del Golan, componendo l'1,6% della popolazione israeliana e il 7,6% della componente araba israeliana. Circa 85000 erano concentrati nel distretto Settentrionale, circa 25900 nel distretto di Haifa e circa 23000 nelle alture del Golan.
Il tasso di fecondità tra le donne druse nel 2018 era intorno al 2,5, più basso rispetto al 7,9 del 1960. La dimensione familiare si attestava al 3,88, superiore rispetto a quella ebraica del 3,09 e cristiana del 2,98 e inferiore a quella musulmana del 4,69. Il tasso di crescita della popolazione drusa nel 2017 era dell'1,4%, dato inferiore a quello della popolazione musulmana (2,5%) e a quello della popolazione ebraica (1,7%) e superiore al tasso di crescita della popolazione araba cristiana (1,0%). Sempre nello stesso anno, l'età media della popolazione drusa era di 27,9 anni. Il 26,3% dei drusi era di età compresa tra 0 e 14 anni e circa il 6,1% aveva più di 65 anni. Nel 2016, l'età media al primo matrimonio tra i drusi era di 28,6 anni tra gli uomini e di 24,5 anni per le donne, quest'ultima superiore a quella delle donne musulmane e inferiore a quella delle donne ebree e cristiane. L'età media del matrimonio degli uomini drusi risultava invece superiore a quella degli ebrei e dei musulmani e inferiore a quella dei cristiani.
Il 98% dei drusi israeliani è concentrato in diciannove località, la maggior parte delle quali a maggioranza drusa, dove costituiscono la quasi totalità della popolazione o dove convivono con altri arabi.
| Distretto Settentrionale | Distretto di Haifa                                      | Alture del Golan                                                                                          |
| --- | ------------------------------------------------------- | --- |
| - Yarka (16400 – 98%) - Maghar (12900 – 58%) - Beit Jann (11700 – 100%) - Kisra-Sumei (8100 – 95%) - Yanuh-Jat (6500 – 100%) - Julis (6300 – 100%) - Hurfeish (6000 – 96%) - Shefaram (5700 – 14%) - Peki'in (4500 – 78%) - Sajur (4100 – 100%) - Abu Snan (4100 – 30%) - Rameh (2400 – 31%) - Ein al-Asad (800 – 100%) | - Daliyat al-Karmel (16700 – 97%) - Isfiya (9200 – 76%) | - Majdal Shams (10900 – 100%) - Buq'ata (6500 – 100%) - Mas'ade (3600 – 100%) - Ein Qiniyye (2000 – 100%) |

### Religione
Distribuiti principalmente tra Siria, Libano, Israele e Giordania, i drusi praticano una dottrina esoterica e monoteista derivata dall'Islam ismailita. Amin Tarif è stato capo religioso della comunità fino alla sua morte avvenuta nel 1993. Malgrado la dottrina drusa venga classificata e compresa nell'alveo dell'Islam ismailita, gran parte dei drusi non si identificano come musulmani. Negli anni 1950, esponenti dell'Università al-Azhar identificarono i drusi come parte della comunità islamica. Secondo il Pew Research Center, nel 2016, il 16% dei musulmani israeliani identificava i drusi come musulmani. La comunità drusa si compone di due gruppi: quello minoritario degli "iniziati" (al-'Uqqāl), costituenti meno di un quarto della comunità, che vengono introdotti ai segreti della dottrina e che tramandano le tradizioni religiose, e quello maggioritario dei "non iniziati" (al-Juhhāl), tenuti in gran parte all'oscuro delle tradizioni della comunità e che conducono uno stile di vita secolare. Le cerimonie religiose vengono tenute nelle khalwa e i testi sacri di riferimento sono i Kutub al-Ḥikma. La comunità drusa non accetta convertiti o matrimoni interreligiosi, dal momento che l'appartenenza alla comunità drusa è subordinata alla nascita da due genitori drusi.
Nel 2016, secondo quanto rilevato dal Pew Research Center, il 49% dei drusi israeliani definiva la propria religione come "molto importante" nella propria vita (rispetto al 68% degli arabi musulmani, al 57% degli arabi cristiani e al 30% degli ebrei). Il 26% dei drusi pregava quotidianamente e il 25% frequentava regolarmente i servizi religiosi. Il 72% riteneva la propria identità drusa molto importante e il 93% ne era orgoglioso. Il 18% definiva l'identità drusa primariamente in termini religiosi, il 33% in termini culturali e il 47% come combinazione di entrambi gli elementi. Secondo un sondaggio effettuato nel 2015, il 36% degli intervistati drusi si è identificato come non religioso, il 43% come tradizionalista, il 14% come religioso e il 7% come molto religioso.
Tra il 1952 e il 2009, 145 drusi israeliani hanno abbandonato la loro fede religiosa. L'abbandono della comunità può essere conseguente sia a un atto religioso formale che ad un matrimonio con una persona non drusa. Il 43,5% dei drusi che hanno abbandonato la loro fede si sono convertiti all'Islam, il 38% all'ebraismo e i rimanenti principalmente al cristianesimo o alla fede Bahá'í. Il 45% degli apostati si sono riconvertiti nel corso degli anni successivi al loro abbandono. L'abbandono della fede drusa ha spesso comportato l'ostracizzazione degli interessati, che si sono visti costretti ad abbandonare i propri paesi, per stabilirsi in città come Haifa, Gerusalemme o Karmiel o ad emigrare in Canada o negli Stati Uniti d'America.

### Identità

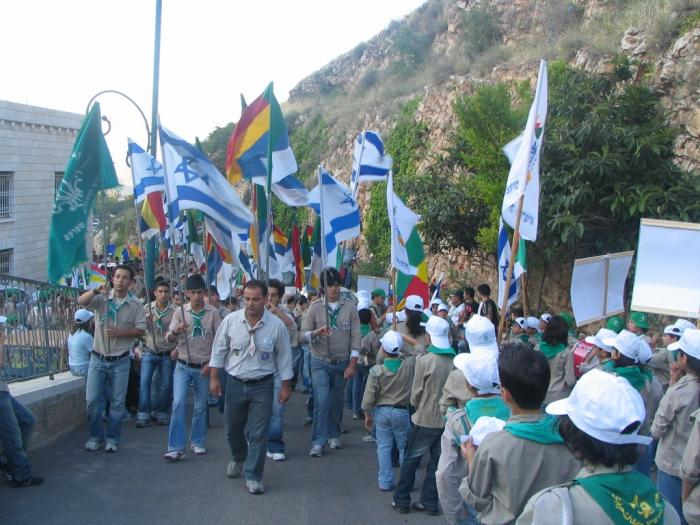
Scout drusi israeliani

I drusi tendono ad essere più assertivi della loro identità israeliana, mentre solo una minoranza si identifica come palestinese. Da un sondaggio condotto nel 2008 dall'Università di Tel Aviv è emerso che su 764 intervistati drusi, oltre il 94% si sono identificati primariamente come "drusi-israeliani". Le autorità israeliane attuarono politiche volte a favorire un'identità drusa separata da quella araba palestinese. Nel 1957, il governo israeliano riconobbe la comunità drusa, su richiesta dei suoi rappresentanti, come un gruppo separato dai musulmani, e negli anni successivi, tra il 1956 e il 1975, alla comunità venne riservato un settore educativo separato da quello degli altri arabi.
Da uno studio del 2016 pubblicato dal Pew Research Center è emerso che il 71% dei drusi israeliani si identificano come arabi (rispetto al 99% degli arabi musulmani e al 96% degli arabi cristiani), mentre i rimanenti si identificano principalmente come "drusi" o "druso-arabi". All'interno della comunità è attiva una corrente che si identifica nella causa palestinese e che si esprime contraria al servizio militare obbligatorio nelle forze di difesa israeliane. L'identità araba e siriana rimane forte tra le comunità druse nelle alture del Golan.
Similmente agli altri gruppi religiosi israeliani, la comunità tende ad essere endogama; secondo il Pew Research Center, oltre il 99% dei drusi sposati hanno un coniuge druso e l'87% dei drusi non si definirebbe concorde se un proprio figlio sposasse un ebreo o un cristiano, mentre l'85% esprimerebbe la propria contrarietà nei riguardi di un musulmano. L'83% dei drusi israeliani afferma di intrattenere relazioni di amicizia prevalentemente con altri drusi; il 22% in particolare afferma di avere solo amici drusi.
Uno studio ha rilevato una sempre maggiore popolarità della lingua ebraica su internet tra i giovani drusi, in particolare negli insediamenti nel monte Carmelo, molto legati dal punto di vista economico alla società ebraica israeliana. L'attitudine positiva nei confronti della lingua ebraica è più evidente tra i giovani meno istruiti e tra le donne. La lingua araba continua a rimanere comunque dominante e non mostra segnali di declino tra la comunità. Il dominio della lingua araba tra i drusi rimane più forte particolarmente negli insediamenti in Galilea e in ambito culturale e letterario.

### Relazioni con lo Stato di Israele

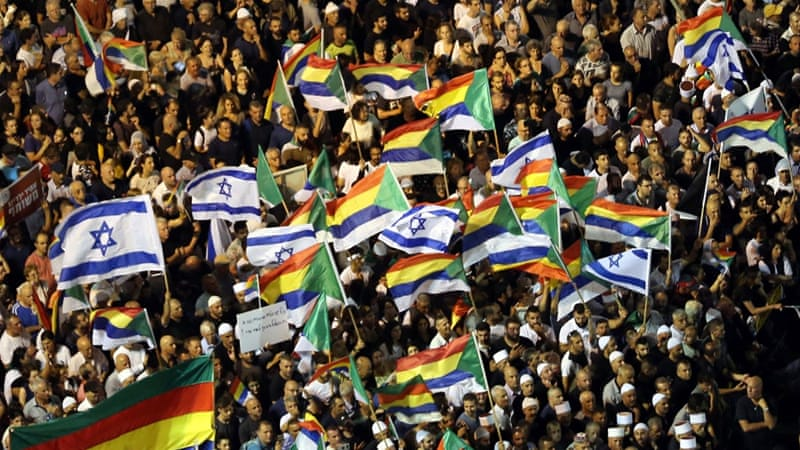
Decine di migliaia di manifestanti drusi si sono riuniti il 4 agosto 2018 a Tel Aviv per manifestare contro la legge sullo Stato-nazione

Nel 1973, Amal Nasser el-Din fondò il Circolo dei drusi sionisti, gruppo il cui scopo era incoraggiare i drusi a sostenere lo Stato di Israele. Migliaia di drusi israeliani sono affiliati a movimenti sionisti drusi. La comunità drusa svolge un ruolo rilevante nell'esercito e nella politica israeliana. Cinque drusi sono stati eletti nelle elezioni parlamentari del 2009.
Il sostegno allo Stato israeliano tra i drusi è tendenzialmente più forte che tra gli altri arabi israeliani. Da uno studio del 2016 pubblicato dal Pew Research Center è emerso che il 30% dei drusi israeliani concordasse con la visione di Israele come Stato democratico e contemporaneamente ebraico (rispetto al 28% degli arabi musulmani e al 20% degli arabi cristiani), mentre il 58% si definiva contrario (parallelamente al 63% degli arabi musulmani e al 72% degli arabi cristiani). Il 42% dei drusi sosteneva la soluzione dei due Stati, mentre il 18% discordava con essa. Il 27% dei drusi era dell'idea che il governo israeliano fosse sinceramente impegnato a giungere a un accordo di pace (rispetto al 20% dei musulmani e al 12% dei cristiani), mentre il 49% non concordava (rispetto al 72% dei musulmani e all'80% dei cristiani). L'appoggio alla costituzione degli insediamenti israeliani è però più basso, con solo l'8% dei drusi che concordavano che gli insediamenti proteggessero la sicurezza dello Stato (il 29% dei musulmani e il 15% dei cristiani erano di questa idea), mentre il 66% era contrario.
Il sostegno ai tradizionali partiti politici dominati dalla componente ebraica è molto più alto che tra gli altri arabi, che preferiscono identificarsi nei partiti arabi. Secondo un sondaggio condotto tra il 2014 e il 2015, la maggioranza dei drusi si identificava in partiti sionisti dominati dagli ebrei, mentre il 19% sceglieva partiti della Lista Comune (rispetto al 53% degli arabi musulmani e cristiani).
La legge sullo Stato-nazione del 2018 ha portato un numero sempre crescente di drusi ad abbandonare il tradizionale appoggio alla causa israeliana per identificarsi in quella palestinese. Secondo un sondaggio effettuato nel febbraio 2020, il 65% degli intervistati drusi sosteneva la Lista Comune. Alle elezioni parlamentari del 2020, il supporto alla Lista Comune è fortemente aumentato tra gli elettori drusi.

#### Servizio militare

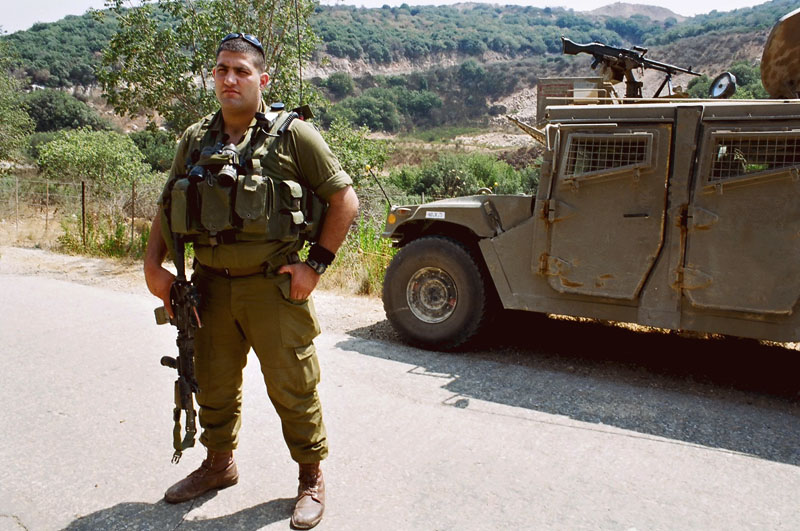
Comandante druso del battaglione Herev

A differenza degli altri arabi israeliani, gli uomini della comunità sono tenuti a prestare servizio militare nelle forze di difesa israeliane, al pari degli ebrei e dei circassi israeliani. Dal servizio militare sono esentate le donne e gli uomini religiosi (al-'Uqqāl, gli "iniziati"). L'83% degli uomini drusi serve nell'esercito, in particolare nelle unità di combattimento. Molti giovani drusi sono spinti a servire nell'esercito per potersi integrare nel tessuto socio-economico israeliano; tra il 33% e il 40% degli uomini drusi sono impegnati come soldati professionisti, nella polizia o nel settore della sicurezza. Tra il 1948 e il 2010, 369 combattenti drusi sono morti in azione tra le file dell'esercito israeliano.
I drusi servivano tradizionalmente nel battaglione Herev, che accoglieva i membri delle minoranze; nel settembre 2015, nell'ambito di una riorganizzazione dell'esercito, Gadi Eizenkot ha ordinato lo scioglimento del battaglione e i militari drusi sono stati integrati nelle altre unità.
In seguito alla legge sullo Stato-nazione del 2018, il numero dei disertori drusi non presentatisi al servizio militare obbligatorio è sensibilmente aumentato.

### Istruzione e occupazione lavorativa
Tra gli arabi israeliani, i drusi sono risultati secondi ai cristiani relativamente alle valutazioni riscosse nel Bagrut. Nel 2013, il 48% degli uomini e il 70% delle donne druse risultava aver conseguito il Bagrut; nel 1999, erano rispettivamente il 29% e il 42%. Secondo uno studio del Pew Research Center nel 2016, il 98% dei drusi riteneva importante che i propri figli ricevessero una buona istruzione in un ambito secolare, mentre l'84% riteneva importante un'educazione religiosa.
Nell'anno accademico 2019/2020, 3364 era il numero di docenti drusi, che rispetto ai 3309 dell'anno accademico precedente rappresentava un incremento dell'1,7%. Nel corso del decennio precedente, l'incremento medio annuale dei docenti drusi era del 2,8%, rispetto al 3,1% degli ebrei, al 4,0% dei musulmani e all'1,1% dei cristiani. La proporzione di donne tra i docenti è dell'82%, rispetto all'83% tra i docenti ebrei, al 75% tra i docenti musulmani e all'84% tra i docenti cristiani. L'età media dei docenti drusi è di 41,4 anni.
Secondo il Pew Research Center, nel 2016 il 20% dei drusi disponeva di una laurea. Secondo quanto rilevato dall'Ufficio centrale israeliano di statistica, tra il 2017 e il 2018, erano 4900 gli studenti drusi nell'ambito dell'istruzione terziaria (ad esclusione dell'Università Aperta di Israele), il 2,5% in più rispetto all'anno precedente e componenti l'1,7% della popolazione studentesca israeliana. L'Università di Haifa aveva la percentuale più alta di studenti drusi (6,7%), seguita dal Technion (2,6%). Le percentuali più basse erano all'Istituto Weizmann (0,1%) e all'Università Ben Gurion del Negev (0,2%).
Nell'anno accademico 2018/2019, i campi prediletti tra gli studenti impegnati per il conseguimento della prima laurea erano scienze sociali (21,9%), formazione per l'insegnamento (18,6%), ingegneria e architettura (18,8%), business e management (7,1%), discipline umanistiche generali (6,5%) e studi paramedici (5,9%). Il 65,3% degli studenti universitari impegnati per la prima laurea erano donne (la media tra tutti gli arabi era del 67,6% e tra tutti gli israeliani era del 58,9%). L'età media degli studenti drusi impegnati per la prima laurea era di 22,8 anni, più alta rispetto a quella totale araba (22,1) e più bassa di quella nazionale (24,8). L'età media per gli studenti impegnati per la seconda laurea è invece di 32,5 anni (media araba di 31,5 e nazionale di 31,9).
Nel 2019, da un punto di vista lavorativo, il 71,1% degli uomini drusi era impegnato in un'occupazione lavorativa (rispetto al 59,5% degli uomini musulmani e al 67,9% degli uomini cristiani), mentre tra le donne l'occupazione lavorativa si attestava al 43,2% (rispetto al 26,6% delle donne musulmane e al 53,1% delle donne cristiane). Dei 58800 lavoratori drusi, il 28,9% lavorava nel settore industriale e nell'ambito delle costruzioni, il 22,4% era impegnato nel settore delle vendite e dei servizi, il 14,8% lavorava nell'amministrazione e nella sicurezza e il 14,7% lavorava nel settore manifatturiero.

## I drusi nelle alture del Golan

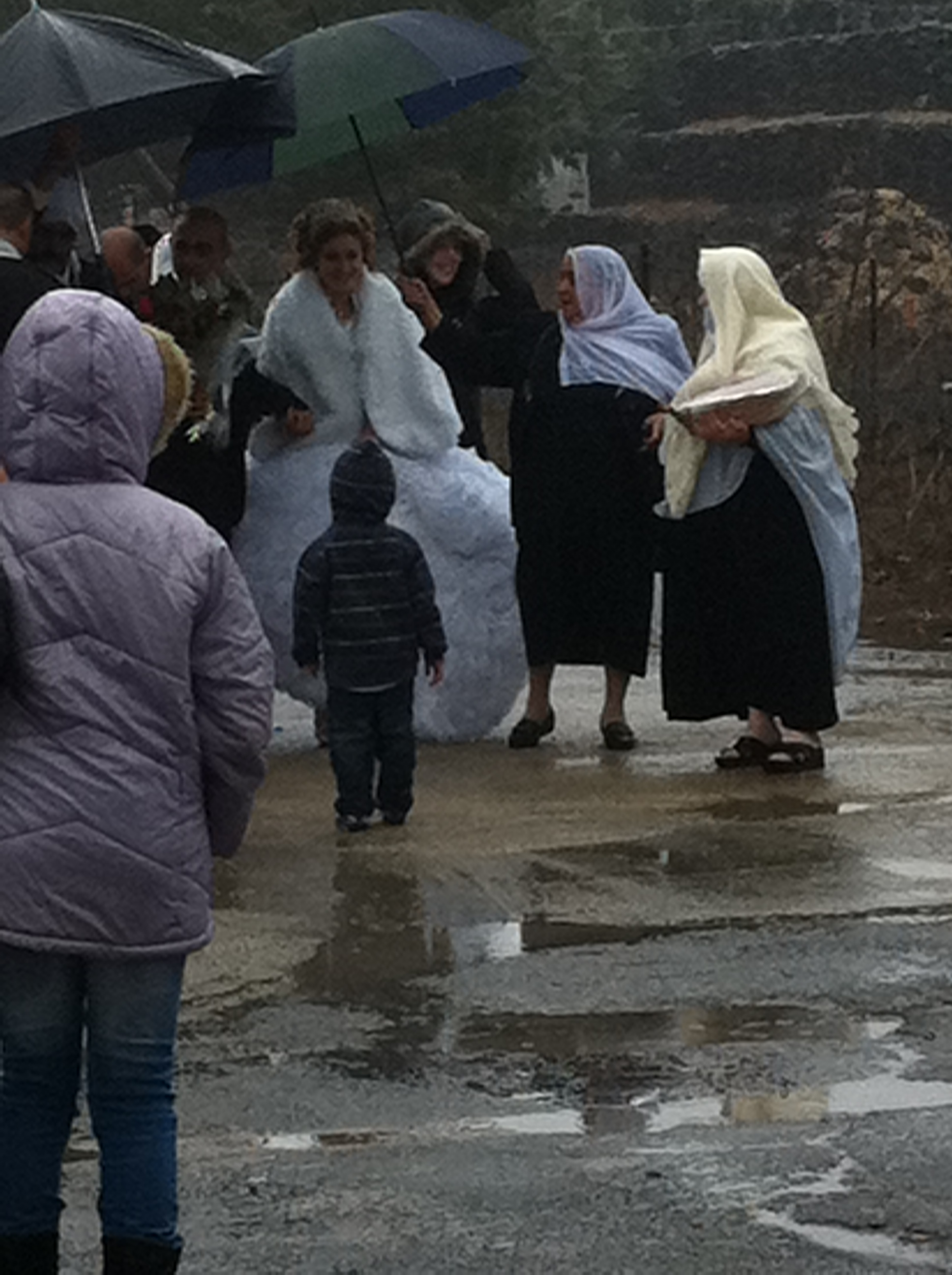
Spose druse dalla Siria attraversano la frontiera per congiungersi alle famiglie degli sposi a Majdal Shams

Le alture del Golan vennero occupate da Israele nell'ambito della guerra dei sei giorni e vennero poi annesse unilateralmente ne 1981 con la Legge sulle alture del Golan.
Nel 2018, circa 23000 drusi risiedevano nelle alture del Golan, concentrati nei quattro insediamenti di Majdal Shams, Buq'ata, Mas'ade e Ein Qiniyye. L'identità araba e siriana rimane forte tra la comunità; pur avendo ottenuto il diritto di richiedere la cittadinanza israeliana nel 1981, la stragrande maggioranza dei drusi delle alture del Golan ha rifiutato di richiederla e continua a preferire il mantenimento della cittadinanza siriana. Gli uomini della comunità non sono tenuti a servire nell'esercito israeliano. Nel 2011, meno del 10% dei membri della comunità deteneva la cittadinanza israeliana. In seguito allo scoppio della guerra civile siriana, la precarietà del contesto politico in Siria ha indotto un sempre maggiore numero di drusi a richiedere la cittadinanza israeliana.
Forti legami vengono mantenuti con la Siria; numerosi giovani raggiungono Damasco per conseguire gratuitamente l'istruzione universitaria e tornano a visitare le proprie famiglie durante le vacanze; nel 2011, questi studenti erano circa 800. Gran parte della comunità, nell'ambito della guerra civile siriana, ha espresso sostegno per il presidente Bashar al-Assad. I drusi delle alture del Golan condividono forti legami familiari con le comunità druse aldilà della frontiera. Prima della diffusione di Internet, le famiglie divise dalla frontiera si comunicavano a vicenda usando megafoni. Tipico fenomeno sociale sono le spose druse che attraversano il confine per congiungersi con le famiglie degli sposi aldilà della frontiera; la separazione delle spose dalle famiglie di origine è definitiva, dato lo stato di guerra tra Israele e Siria. Il ritorno di una sposa in Siria viene garantito in caso di divorzio. Tra il 1993 e il 2007, 67 spose druse siriane hanno raggiunto le alture del Golan, mentre 11 hanno percorso la strada inversa. Questo fenomeno ha ispirato il film La sposa siriana di Eran Riklis del 2004.

### Pubblicazioni
- (EN) Nissim Dana, Druze Identity, Religion – Tradition and Apostasy (PDF). URL consultato il 25 marzo 2021 (archiviato dall'url originale il 4 marzo 2016).
- (EN) Janan Faraj Falah, Brides across the Border (Syrian Druze Bribes Who Have Married Israeli Druze Men of the Golan Heights after the Israeli Occupation in 1967), in Open Journal of Social Sciences, n. 5, Academic Arab College Of Education, maggio 2017,  pp. 289-303, DOI:10.4236/jss.2017.55021.
- (EN) Martin A. Isleem, Language attitude and change among the Druze in Israel, The University of Texas at Austin, maggio 2012.